# Million Pieces
Million Pieces är en låt/singel med Tove Styrke, skriven av Adam Olenius från Shout Out Louds och Lykke Li. Singeln släpptes den 25 juni 2010, Familjen gjorde senare en remix av låten som släpptes 23 augusti, som singel. Låten finns även med på Styrkes debutalbum Tove Styrke. Million Pieces var den mest spelade låten hösten 2010 på radiokanalen P3.